# Carpha angustissima
Carpha angustissima är en halvgräsart som beskrevs av Henri Chermezon. Carpha angustissima ingår i släktet Carpha och familjen halvgräs. IUCN kategoriserar arten globalt som nära hotad. Inga underarter finns listade i Catalogue of Life.